# 高麗史節要
高麗史節要（こうらいしせつよう）は、1452年に成立した朝鮮の歴史書。高麗（918年-1392年）の正史のひとつである。
朝鮮王朝の監春秋館事・金宗瑞らが、先代の王朝である高麗の歴史を編年体でまとめたもの。1451年に成立した鄭麟趾撰の『高麗史』の節要（ダイジェスト）という位置づけであるが、『高麗史』とは独立に編纂されたためにオリジナルの記事を多く含むほか、『高麗史』よりも詳細な部分もあり、貴重な史書である。35巻からなる。